# Post-industrial socialism
Post-industrial socialism. Towards a new politics of welfare är en samhällsvetenskaplig fackbok av Adrian Little (Routledge 1998). I boken analyserar författaren trenderna inom det vänsterorienterade (socialistiska) politiska tänkandet. I boken tecknas i det inledande kapitlet en beskrivning av det post-industriella socialistiska tänkandet. Han använder sig för detta av klassiska socialistiska begrepp som universalism, solidaritet och social rättvisa. Dessutom fogas ekologism, feminism, anti-rasism och marknadssocialism också in i denna inledande lägesbeskrivning. Därefter presenterar Little sin medborgarskapsteori, vilken är influerad av André Gorz, och som innehåller såväl rättigheter som skyldigheter. I de avslutande kapitlen diskuteras olika praktiska förslag, såsom förkortad arbetstid och  basinkomst. Förutom Gorz ägnas även stort utrymme åt Claus Offe samt Philippe Van Parijs. 